# Suntory Japan Open Tennis Championships 1989
Suntory Japan Open Tennis Championships 1989 — тенісний турнір, що проходив на відкритих кортах з твердим покриттям Ariake Coliseum у Токіо (Японія). Належав до Nabisco Grand Prix 1989 і 2=ї категорії Туру WTA 1989. Тривав з 17 квітня до 23 квітня 1989 року. Стефан Едберг і Окамото Куміко здобули титул в одиночному розряді.

## Фінальна частина

### Одиночний розряд, чоловіки
Стефан Едберг —  Іван Лендл 6–3, 2–6, 6–4
- Для Едберга це був 1-й титул в одиночному розряді за сезон і 34-й - за кар'єру.

### Одиночний розряд, жінки
Окамото Куміко —  Елізабет Смайлі 6–4, 6–2
- Для Окамото це був єдиний титул в одиночному розряді за сезон і 1-й — за кар'єру.

### Парний розряд, чоловіки
Кен Флек /  Роберт Сегусо —  Кевін Каррен /  Девід Пейт 7–6, 7–6
- Для Флека це був 1-й титул за рік і 25-й - за кар'єру. Для Сегусо це був 1-й титул за рік і 25-й - за кар'єру.

### Парний розряд, жінки
Джилл Гетерінгтон /  Елізабет Смайлі —  Енн Гендрікссон /  Бет Герр 6–1, 6–3
- Для Гетерінгтон це був 3-й титул за сезон і 9-й — за кар'єру. Для Смайлі це був 3-й титул за сезон і 24-й — за кар'єру.